# Bakusō Kyōdai Let's & Go
Bakusō Kyōdai Let's & Go (爆走兄弟レッツ&ゴー!!, Bakusō Kyōdai Rettsu Endo Gō!!) ou somente Let's & Go é uma série de mangá criada por Tetsuhiro Koshita, publicada pela editora Shogakukan entre junho de 1994 e outubro de 1999. A série gira em torno de carrinhos em miniatura chamados Mini 4WD, que são usados em corridas dentro de pistas especiais. A série conta com vários produtos, inclusive: jogos, Trading Card Game, entre outros. Uma adaptação em anime produzida pelo estúdio XEBEC foi exibida entre 1996 e 1998 na TV japonesa.

## História
A série narra as aventuras dos Irmãos Seiba Let's e Go dos quais são apaixonados por corridas de Mini 4WD sonhando em participarem da grande competição nacional. Até certo dia quando eles recebem duas versões novas e atualizadas, o Magnum e o Sonic, pelo Dr. Tsuchiya para poderem testá-los numa competição que haveria em sua cidade. Na primeira corrida Let's e Go acabam não chegando em primeiro lugar, mas em compensação de seus esforços eles acabam ficando com os carrinhos como cortesia do Dr. Tsuchiya. No decorrer da série Let's e Go vão melhorando suas versões ao mesmo tempo que eles vão competindo e enfrentando cada vez mais rivais nas corridas, entre eles o temido Ryo.

## Personagens
- Letsu Seiba (星馬 烈 Seiba Retsu) - É o irmão de Go e o dono da miniatura Sonic. Ele é hábil em pistas de curvas e possui uma personalidade mais calma que a de seu irmão. Possui cabelos vermelhos e usa um boné na cabeça.

- Go Seiba (星馬 豪 Seiba Gō) - O irmão de Let's e o dono da miniatura Magnum. Ele é hábil em pistas retas, mas não muito em pistas com curvas. É impulsivo, impaciente e um tanto teimoso. Possui cabelos azuis e usa óculos de corredor.

- Ryo Tabaka (鷹羽 リョウ Takaba Ryō) - É o rival dos Irmãos Seiba e o dono da miniatura Tridagger. É sério e muito hábil nas pistas sendo o irmão mais velho de Jiromaru.

- Tokichi Mikuni (三国 藤吉 Mikuni Tōkichi) - Um garoto rico rival dos Irmãos Seiba e dono da miniatura Spin Axe. Seu pai é dono da Corporação Mikuni.

- Jun Sagami (佐上 ジュン Sagami Jun) - Uma garota amiga de infância dos Irmãos Seiba. Seu pai é dono de uma loja de equipamentos para miniaturas e ela sonha em poder participar numa corrida também.

- Jiromaru Takaba (鷹羽 二郎丸 Takaba Jirōmaru) - É o irmão caçula de Ryo e um dos rivais dos Irmãos Seiba. Não é um bom corredor com seu irmão.

- Dr. Tsuchiya (土屋博士 Tsuchiya-hakase) - Um cientista dono da fábrica de Mini 4WD. É o criador das miniaturas Magnum e Sonic.

## Anime
O anime é dividido em três sagas: Bakusō Kyōdai Let's & Go!!, Bakusō Kyōdai Let's & Go!! WGP e Bakusō Kyōdai Let's & Go!! MAX.
O anime foi produzido nos estúdios XEBEC e exibido no Japão pela TV Tokyo. Estreou em 8 de janeiro 1996 e terminou em 21 de Dezembro de 1998 com 153 episodios e 1 especial. Foi dirigido por Tetsuro Amino na 1ª saga e por Takao Kato nas sagas WGP e MAX.

### Transmissão nos países lusófonos
No Brasil, a série foi exibida pelo canal aberto SBT, porém teve uma exibição curta e rápida tendo apenas seus primeiros 18 episódios dublados e exibidos. Em Portugal, a série foi exibida pelo Canal Panda.

## Dubladores

### Brasil
- Lets Seiba - Alex Minei
- Go Seiba - Francisco Freitas
- Jun Sagami - Elisa Villon
- Tokichi Mikuni - Paulo Cavalcante
- Jiromaru Takaba - Carlos Falat
- Dr. Tsuchiya - Raul Schlosser
- Vozes Adicionais: Adna Cruz, Celso Alves, Cláudia Carli, Cláudia Victória, Douglas Guedes, Laudi Regina, Lene Bastos, Luciana Minei, Márcio Sharremroich, Marcos Hailer, Mauro Castro,  Rita Almeida, Sidney César, Sidney Ross, Thainá Almeida, Tiaggo Guimarães, Vagner Santos e Wallace Costa
- Estúdio: Luminus (Uniarthe)

### Portugal
- Letsu Seiba - Isabel Ribas
- Go Seiba - Mário Bomba

## Jogos
- Mini 4WD Shining Scorpion Let's & Go!! (1996, Super Famicom, ASCII Corporation)
- Mini 4WD GB Let's & Go! (1997, Game Boy, ASCII Corporation)
- Mini 4WD Super Factory (1997, Sega Saturn, Mediaquest)
- Bakusou Kyoudai Let's & Go!! WGP Hyper Heat (1997, Playstation, Jaleco)
- Mini 4WD GB Let's & Go! All-Star Battle MAX (1998, Game Boy, ASCII Corporation)
- Bakusou Kyoudai Let's & Go!! Eternal Wings (1998, Playstation, Jaleco)
- Bakusou Kyoudai Let's & Go!! POWER WGP2 (1998, Super Famicom, Nintendo)
- Mini-Yonku Shining Scorpion: Let's & Go (1996, Snes, ASCII Entertainment)
- Mini-Yonku Let's & Go!! Power WGP 2 (1998, Snes, Nintendo)